# Sabine Bethmann
Sabine Bethmann (nacida el 25 de octubre de 1931) fue una actriz de cine alemana.

## Biografía
Bethmann nació en Tilsit, Prusia Oriental, apareció por primera vez en la película Waldwinter de 1956 y se hizo popular gracias a sus películas de Fritz Lang como El tigre de Esnapur y The Indian Tomb. Bethmann abandonó su carrera en 1968 y apareció después en algunas producciones de televisión.

## Filmografía
| - 1956: Waldwinter - 1956: Das Donkosakenlied - 1956: My Aunt, Your Aunt - 1957: Das große Heimweh / Heimweh – dort, wo die Blumen blüh'n - 1957: Haie und kleine Fische - 1957: ... Y eligió el infierno - 1958: Der Czardas-König - 1958: Vergiß mein nicht / Ohne Dich kann ich nicht leben - 1959: El tigre de Esnapur - 1959: The Indian Tomb - 1959: Heimat – Deine Lieder - 1959: Morgen wirst Du um mich weinen - 1960: Juanito - 1962: Doctor Sibelius - 1962: Alarm für Dora X (TV) - 1962: Trompeten der Liebe / Der Pastor mit der Jazztrompete | - 1963: Ist Geraldine ein Engel? - 1963: Scotland Yard vs. Dr. Mabuse - 1964: Schwarzer Peter (TV) - 1965: Intercontinental-Express (TV) - 1965: Jean (TV) - 1965: Mädchen hinter Gittern - 1965: Oklahoma John - 1966: Cliff Dexter (TV) - 1966: The Doctor Speaks Out - 1968: Erotik auf der Schulbank - 1968: Die Lümmel von der ersten Bank – Zum Teufel mit der Penne - 1968: Als Liebe ein Verbrechen war (Kiedy miłość była zbrodnią) - 1970: Gentlemen in White Vests - 1979: Teufelsbrut (serie TV The Old Fox) - 1990: Kaffeklatsch (cortometraje) |